# M エム
『M エム』（エム）は、桂正和による青年向け恋愛漫画作品。

## 概要
『MANGAオールマン』1996年4月号に「エム」（50p、扉含み3pカラー）として初掲載され、その後『週刊ヤングジャンプ』 (YJ) 2002年5・6合併号に、加筆された「M 完全版」（51p、扉含み3pカラー）が再掲載された。
長らく単行本への全収録は行なわれず、1998年に発売されたイラスト集『4C』（3冊組、A6判）の1冊目「L-side ‹LOVERS-side› Katsura Masakazu Illustrations 1」にカラーの3ページが収録されたのみであったが、2005年にヤングジャンプ・コミックスより『M エム』のタイトルで愛蔵版単行本が販売されている。同単行本では「M」本編の他、「記憶の迷宮」（きおくのめいきゅう）と「a virgin」（ア バージン）を同時収録し、通常版の他に特殊装幀を施した限定特装版も発売された（共にB5判）。
作者初の青年向け漫画として「青年誌ならエロを」と言う考えの元で描かれており、それまでの少年誌では不可能であった様な性描写も含まれている。とは言え、少年誌において培ってきた「ギリギリの演出」は活かされており、裸体を控え直接的な性交は描いておらず、むしろ描かない事による「じらし」によってより一層エロティシズムを演出している。
タイトルの『M』には作品のテーマ「マゾヒズム」と、登場人物イニシャル（2人とも名字が「M」であり、フルネームにおいても「EM」（エム）になっている。）が掛けられている。また、物語は主人公・松田の一人称で描かれ、松田の気持ちは書かれても睦月の気持ちが書かれる事はない。これらの演出は、後の連載作品となる『I"s』と共通した物であり、『I"s』のプロト作品としての要素を含んだ作品とも言える。
「M 完全版」以降、桂は活動の場を『YJ』に移しており、「I"s」以来となる連載作「ZETMAN」も『YJ』誌上において連載されている。

### 限定特装版の特典
- 特殊クッション加工ソフトカバー
- プラスチックケース
- 描き下ろしイラストカード
- 未発表イラスト収録

## あらすじ
バイト先で知り合った睦月さんに交際を申し込んだ松田。彼女の答えは「SEXしないならいいよ」……。

## 登場人物
松田 エージ（まつだ エージ）
本作の主人公で21歳。コンビニでバイトをし、一人暮らしをしている。下心はありながらも、睦月との約束を守り交際を続ける。年下の睦月を「睦月さん」と呼ぶ。
睦月 エミ（むつき エミ）
20歳の大学生。「いきつくと体がさめちゃう」ためSEXをしないという条件で松田と付き合う。同居している友達と喧嘩したとの理由で松田の家に転がり込む。年上の松田を「松田くん」と呼ぶ。

## 記憶の迷宮
「記憶の迷宮」は『週刊ヤングジャンプ』2002年5・6合併号に「M 完全版」と共に掲載。扉ページを含めて3ページのオールカラー作品。
性的な表現を含むイラスト群と、「M 完全版」の終盤部分に若干変更を加えたテキストとを組み合わせたものであり、Mとは不可分の作品である。雑誌掲載時は「M」本編よりも後ろに掲載され「M」のエピローグ的作品であったが、単行本においては「M」よりも前に収録されており、プロローグ的な作品となっている。

## a virgin
「a virgin」は2001年に発売されたオムニバスイラスト集『Bitch's Life Illustration FIle』（ビッチズライフイラストレーションファイル、編集韮沢靖、グラフィック社）に描き下ろされた4ページのイラスト。吹き出しによる台詞はないものの、コマ割り・ストーリー性があり短編漫画とも言える。
イラスト集のテーマが題名と同じ『Bitch's Life』（売女の生活）の為この作品もテーマに沿った性的な物となっており、「M」と同じく「じらし」が一つのテーマとして読み取る事ができる。
日本の一般的な漫画とは逆の左開き作品で、『M エム』には上下逆さまに収録する事によって読み進める方向が統一されている。この為、本作を読む際には本を逆さまにする必要がある。『M エム』への収録にあたり、扉ページが描き下ろされている。

## 書誌情報
- 『4C』集英社、1998年8月9日発行、ISBN 4-08-782762-3
  - L-side ‹LOVERS-side› Katsura Masakazu Illustrations 1
- 桂正和『M エム』集英社〈愛蔵版ヤングジャンプ・コミックス〉
  - 限定特装版 2005年1月1日発行、ISBN 978-4-08-908012-2
  - 通常版 2005年1月20日初版発行、ISBN 978-4-08-782054-6
- 韮沢靖『Bitch's Life Illustration FIle』グラフィック社、2001年1月25日初版発行、ISBN 978-4-7661-1209-2